# Sainte-Marie-du-Bois (Mayenne)
Sainte-Marie-du-Bois é uma comuna francesa na região administrativa da Pays de la Loire, no departamento de Mayenne. Estende-se por uma área de 11,34 km². Em 2010 a comuna tinha 226 habitantes (densidade: 19,9 hab./km²).